# Carthage (New York)
Carthage è un villaggio degli Stati Uniti d'America, situato nello stato di New York, nella contea di Jefferson.